# Havbund
Havbunden (også kendt som oceanbunden) er bunden af havet.
I overgangen mellem oceanbundspladerne og kontinentalplader er kontinentalskrænten. Kontinentalskrænten stejlhed opblødes med tiden pga. sediment, der er rutsjet ned ad kontinentalskrænten – og samlet kaldes det kontinentalstigningen. Havbunden er blevet udforsket af undervandsfartøjer såsom Alvin og i nogen grad SCUBA dykkere med specielle apparater.
Processen som vedvarende tilfører nyt materiale til havbunden er dér hvor oceanbundspladerne trækkes fra hinanden af magmastrømme herunder – og selve materialetilføjelsen sker i centerlinjerne af oceanryggene – og kontinentalskrænternes nedfaldne sediment. Processen som vedvarende fjerner havbund er subduktionszoner hvor havbunden glider under en anden tektonisk plade.
Akronymet "mbsf" betyder "metres below the seafloor" dansk "meter under havbunden" og er en konvention anvendt for dybder under havbunden.